# اشتراس کیرشن
اشتراس کیرشن (به آلمانی: Straßkirchen) یک شهر در آلمان است که در بایرن واقع شده‌است.

## خصوصیات
اشتراس کیرشن ۳۸٫۳۹ کیلومترمربع مساحت دارد ۳۲۴ متر بالاتر از سطح دریا واقع شده‌است.